# Pierre de Goussainville
Pierre de Goussainville (latinisiert Petrus Gussanvilla; * 1620 in Chartres; † 1683 ebenda) war ein französischer Kirchenhistoriker.
Goussainville widmete sich der Theologie und wurde nach der Beendigung seiner Studien Vikar an der Kirche Sainte-Madeleine in Paris. Er scheint diese Stelle jedoch später aufgegeben zu haben, um seine ganze Zeit ungestört der Patristik und der christlichen Archäologie widmen zu können, zu welchem Zweck er mit den ausgezeichnetsten Gelehrten seiner Zeit in Verbindung trat. Besonders schloss er sich an seinen berühmten Landsmann Jean-Baptiste Souchet an und war ihm bei der Ausgabe der sämtlichen Werke des Bischofs Ivo von Chartres behilflich.
Er selbst besorgte eine Edition der Werke des Kanzlers Petrus von Blois (Petri Blesensis Opera omnia ad fidem manuscriptorum codicum emendata, notis et variis monumentis illustrata, Paris 1667), der eine treffliche Biographie des Verfassers (schon früher gesondert herausgegeben unter dem Titel Vita Petri Blesensis, Paris 1647) vorangeht. Sie ist dem Bischof von Saintes, Louis de Bassompierre, gewidmet ebenso wie seine Ausgabe der Werke des Papstes Gregor des Großen (Gregorii Magni Opera, 3 Bände, Paris 1675). Goussainville war der Erste, der die Echtheit des Gregor dem Großen zugeschriebenen Kommentars über das 1. Buch der Könige bestritt. Er bekam für seine Arbeiten nur geringen Lohn und starb 1683 in Chartres in großer Armut.